# گزیرا
گزیرا 
(به مالتی: Gżira) شهری در ناحیهٔ هاربور شمالی واقع در کشور مالت است که در سال ۱۹۹۵ میلادی ۷٫۸۷۲ نفر جمعیت داشته اما جمعیت آن در سال ۲۰۰۵ میلادی ۷٫۰۸۶ نفر بوده‌است.